# Salamá

Salamá é uma cidade da Guatemala do departamento de Baja Verapaz. É a capital do departamento.